# Filip Kljajić
Filip Kljajić, né le 16 août 1990, est un footballeur serbe.

## Biographie
Le 29 septembre 2016, il fait ses débuts avec l'équipe de Serbie contre l'équipe du Qatar.